# Katholischer Friedhof Schanzenstraße
Der alte Katholische Friedhof Schanzenstraße in Delmenhorst-Dwoberg/Ströhen, Schanzenstraße, wurde um 1905 angelegt. Seit Anfang 2023 ist der Friedhof außer Dienst gestellt.
Die Kapelle und ein Grabmal stehen unter Denkmalschutz.

## Geschichte
In ihren Anfängen gründete die katholische Kirchengemeinde St. Marien die beiden Friedhöfe an der Schanzenstraße (um 1905) (Büro Louisenstraße 22) und Anfang der 1930er Jahre den größeren Katholischen Friedhof Oldenburger Landstraße.
Ein großes einfaches Christuskreuz dominiert die Anlage.
Das Grabmal von M. Leffers ist denkmalgeschützt.
Von 1933 bis 1945, als in der Zeit des Nationalsozialismus die SPD verboten und ihre Mitglieder verfolgt wurden, versteckten Parteimitglieder die SPD-Fahne in einer Blechkapsel auf dem Friedhof.
Die kleine verklinkerte kreuzförmige neugotische Kapelle mit einem verputzten Dachreiter für die helle Glocke wurde vermutlich nach Plänen von Heinrich Flügel (Bremen) gebaut.
Die Delbus-Linien 203 und 221 fahren in der Nähe des Friedhofs.